# Hikueru
Hikueru (inne nazwy: Tiveru, Te Kārena) – atol w archipelagu Tuamotu, w Polinezji Francuskiej. Ma kształt owalu o długości do 15 a szerokości do 9,5 km. Powierzchnia lądowa 8 km², powierzchnia laguny 79 km². Główna miejscowość, Tupapati, leży na północno-zachodnim krańcu atolu. Według danych ze spisu ludności z 2007, atol zamieszkiwało 169 osób. Administracyjnie wraz z pobliskimi atolami Marokau, Ravahere, Reitoru i Tekokota tworzy gminę Hikueru.
Pierwszym Europejczykiem na Hikueru był Louis Antoine de Bougainville, który dotarł tu w 1768.